# 다우 이론
다우이론(영어: Dow theory)은 찰스 다우가 제창한 시장에서의 가격 변동을 평가하는 이론이다.

## 개요
평균은 모든 것을 반영한다. (moving average)
시장에는 동시에 세 가지의 변화추세가 존재한다. (단기, 중기, 장기)
가격추세에는 3가지 국면이 있다.(강세, 약세, 보합)
평균들은 상호 밀접히 연관되어 있다.
거래량은 시장가격추세변동의 유용한 정보를 제공한다.
일단 형성되어 있는 가격추세는 전환될 때까지 계속된다.